# Спонтанный разрыв пищевода
Синдро́м Бу́рхаве (спонта́нный разры́в пищево́да, нетравмати́ческий разрыв пищевода, бароге́нный разрыв пищевода, апоплекси́я пищевода, «банке́тный пищево́д») — спонтанный разрыв всех слоёв стенки пищевода, сопровождающийся резкой болью в груди и (или) в надчревной области, иррадиирующей в спину. Для синдрома характерны расстройство глотания, рвота, затруднённое дыхание, развитие шока. Впервые описан в 1724 году голландским врачом Германом Бурхаве (Hermann Boerhaave). Прижизненный диагноз этого синдрома впервые поставил V. Myers в 1858 году. Своевременная диагностика этого серьёзного заболевания представляет большие трудности из-за его редкости, разнообразия клинических проявлений, часто симулирующих различную патологию со стороны других органов, и неосведомлённости большинства врачей. В мировой медицинской литературе к 1998 году описано чуть более 300 случаев спонтанного разрыва пищевода. В связи с высокой летальностью и значительной трудностью диагностики верный диагноз часто устанавливается лишь посмертно при аутопсии.

## История

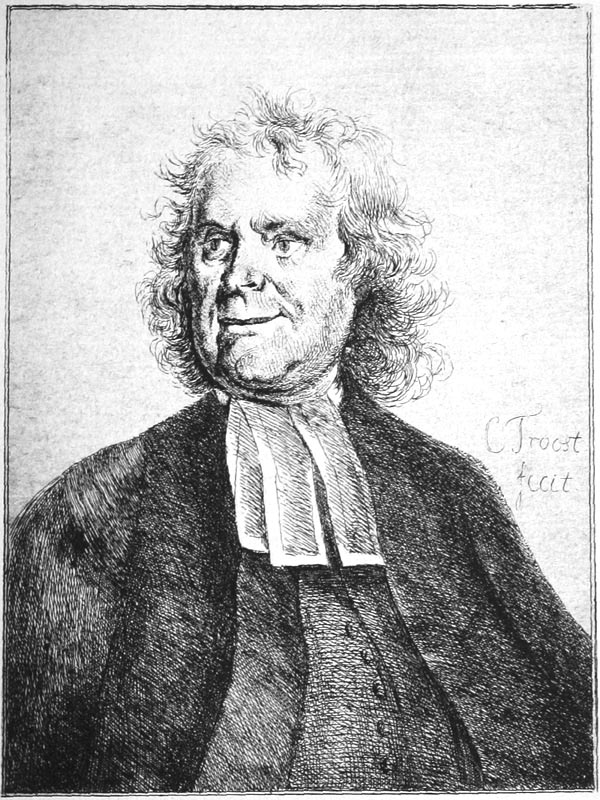
Голландский врач Герман Бурхаве (1668—1738), впервые описавший спонтанный разрыв пищевода в 1724 году

Спонтанный разрыв всех слоёв стенки грудного отдела пищевода был впервые описан в мировой медицинской литературе в 1724 году голландским врачом, доктором медицины, действительным членом Парижской академии наук Германом Бурхаве (Herman Boerhaave, 1668—1738). 28 октября 1723 года Герман Бурхаве был срочно вызван из Лейдена к гранд-адмиралу Голландского флота, барону Жану Герриту ван Вассенару (Jan Gerrit van Wassenaer). Ван Вассенар после обильного приёма пищи во время обеда вызвал у себя рвоту, после чего у него внезапно возникла острая боль в левой половине грудной клетки и одышка. По прибытии Бурхаве констатировал у пациента пульс слабого наполнения и анурию, сохраняющуюся, несмотря на большое количество выпиваемой жидкости. Позднее Бурхаве отметил появление участков припухлости подкожной клетчатки, при пальпации которых возникала крепитация (подкожная эмфизема). 29 октября 1723 года, спустя 18 часов после появления первых симптомов, гранд-адмирал Жан Геррит ван Вассенар скончался.
На вскрытии трупа гранд-адмирала Герман Бурхаве обнаружил поперечный разрыв всех слоёв стенки пищевода в нижней трети его грудного отдела, частицы принятой гранд-адмиралом пищи (жареная утка и оливковое масло), свободный газ и жидкость в левой плевральной полости, а также признаки гнойного медиастинита. Спонтанный разрыв пищевода Бурхаве назвал фатальной болезнью пищевода.
Продольный разрыв пищевода, встречающийся наиболее часто, впервые описал I. Dryden в 1788 году.
Прижизненный диагноз этого синдрома впервые поставил V. Myers в 1858 году.
Первый случай выздоровления пациента с синдромом Бурхаве был описан N. W. Frink в 1947 году, его пациент выжил благодаря дренированию плевральной полости. Первую успешную операцию по восстановлению разрыва пищевода при синдроме Бурхаве выполнил в том же году британский хирург австралийского происхождения Н. Р. Барретт (N. R. Barrett, 1903—1979), опубликовавший сообщение на эту тему в британском научно-медицинском журнале «British Journal of Surgery».

## Эпидемиология
Спонтанные разрывы пищевода являются редко встречающимся заболеванием, они составляют 2—3 % от всех случаев повреждения пищевода. Среди всех пациентов специализированного отделения торакальной хирургии спонтанные разрывы пищевода выявляются у 0,25 %. Чаще всего они происходят у мужчин старше 50 лет. 40 % из числа больных злоупотребляли алкоголем. В медицинской литературе описаны единичные случаи спонтанного разрыва пищевода у новорождённых (I. Aaronson и соавт., 1975), но у детей старше одного года и подростков это заболевание практически не встречается.

## Этиология и патогенез
Предрасполагающим фактором спонтанного разрыва пищевода могут являться изменения в мышечном слое стенки пищевода (лекарственный эзофагит, пептическая язва пищевода на фоне гастроэзофагеальной рефлюксной болезни, инфекционные язвы у больных СПИДом), а непосредственной причиной — внезапное повышение давления внутри пищевода при закрытом глоточно-пищеводном сфинктере в сочетании с отрицательным внутригрудным давлением, что встречается при следующих патологических состояниях:
- интенсивная рвота после обильного приёма пищи, жидкости и/или употребления алкоголя[5][17] (давление в желудке при рвоте может повышаться до 200 мм рт. ст.)[7], а также при расстройствах пищевого поведения, таких как булимия;
- многократная рвота на фоне расстройства функционирования рвотного центра на дне IV желудочка головного мозга[19];
- повышение внутрижелудочного, а затем внутрипищеводного давления при поднятии больших тяжестей, натуживании при дефекации, интенсивном кашле, родах[25], приступе эпилепсии[13].

Способствовать резкому повышению внутрипищеводного давления может сознательное желание предотвратить рвоту в общественном месте, например за столом на банкете («банкетный пищевод»).

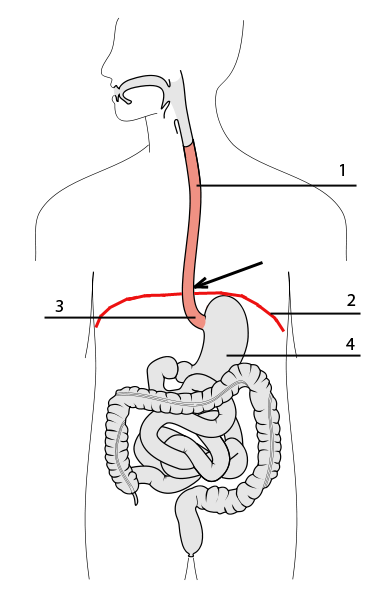
Типичная локализация разрыва пищевода при синдроме Бурхаве (отмечена стрелкой) — левая стенка нижнегрудного отдела пищевода непосредственно над диафрагмой. Обозначения: 1 — грудной отдел пищевода, 2 — диафрагма, 3 — абдоминальный (брюшной) отдел пищевода, 4 — желудок

## Патологическая анатомия
Спонтанные разрывы пищевода отличаются возникновением больших дефектов стенки пищевода (от 4—5 до 10—12 см) и чаще всего локализуются в левой стенке нижнегрудного отдела пищевода (в 90 % случаев). В подавляющем большинстве наблюдений разрывы пищевода ориентированы продольно и локализуются в его наиболее слабом отделе — левой стенке эпифренальной ампулы пищевода — непосредственно над диафрагмой (на 3—6 см выше её); крайне редко встречаются повреждения шейного, среднегрудного и абдоминального отделов пищевода, иногда разрыв распространяется на желудок и выглядит как щель пищеводно-желудочного перехода. Проведённые исследования выявили особенности строения мышечных волокон в левой стенке нижнегрудного отдела пищевода, обусловливающие наименьшее сопротивление разрыву именно в этом месте, что было подтверждено в эксперименте, осуществлённом на человеческих трупах путём имитации повышения внутрипищеводного давления. При синдроме Бурхаве происходит разрыв всех стенок пищевода (трансмуральный разрыв), в отличие от синдрома Маллори — Вейсса, при котором вызванные обильной рвотой разрывы слизистой оболочки брюшного отдела пищевода и кардиального отдела желудка носят поверхностный характер; кроме того, разрывы при синдроме Бурхаве редко сопровождаются массивным кровотечением. При спонтанном разрыве пищевода величина разрыва мышечной оболочки всегда превышает величину дефекта слизистой оболочки. В большинстве случаев одновременно повреждается медиастинальная плевра, вследствие чего появляется сообщение, как правило, с левой плевральной полостью, что приводит к быстрому развитию эмпиемы плевры. Попадание содержимого желудка в средостение и плевральные полости приводит к тяжёлой интоксикации и высокой летальности.

## Клиническая картина
Классическая картина синдрома Бурхаве характеризуется триадой Маклера:
- рвота съеденной пищей (у части пациентов в рвотных массах присутствует примесь крови)[17][20][31][32];
- подкожная эмфизема в шейно-грудной области вследствие скопления воздуха в подкожной жировой клетчатке[11][17] (у 15 %[30]—30 %[31] больных);
- сильная режущая боль в грудной клетке (реже в области живота)[17][31], внезапно возникающая в момент приступа рвоты (может напоминать боль при язве желудка и двенадцатиперстной кишки), которая может иррадиировать в левое надплечье и левую поясничную область и нарастает при глотании[6][11][13].

В большинстве случаев синдром проявляется одышкой, явлениями шока (бледность, иногда цианоз, расширение зрачков, слабый пульс, профузный пот, похолодание конечностей, жажда, ощущение страха), абдоминальным болевым синдромом, чаще в эпигастрии. В первые часы после перфорации доминирует болевая симптоматика неопределённой локализации, у некоторых больных с явлениями «острого живота», позднее начинают преобладать признаки гнойной интоксикации, медиастинита, плеврита.
В зависимости от клинико-анатомических особенностей некоторые авторы выделяют 2 варианта спонтанного разрыва пищевода: торакальный (обусловлен перфорацией грудного отдела пищевода, клинически проявляется пневмотораксом, пневмомедиастинумом, а позднее — гнойным медиастинитом и эмпиемой плевры) и абдоминальный (обусловлен разрывом брюшного отдела пищевода, имеет клиническую картину перитонита).
Довольно часто при синдроме Бурхаве допускаются диагностические ошибки: спонтанный разрыв пищевода из-за редкости этого хирургического заболевания, разнообразия клинических проявлений, часто симулирующих различную патологию со стороны других органов, и неосведомлённости большинства врачей принимают за другие заболевания, чаще всего за перфоративную язву желудка или двенадцатиперстной кишки, реже — острый инфаркт миокарда, тромбоэмболию лёгочной артерии, расслаивающую аневризму аорты и острый панкреатит.

## Инструментальное исследование
- обзорная рентгенография грудной клетки: расширение и затенение средостения, пневмомедиастинум, гидроторакс и гидропневмоторакс, подкожная эмфизема грудной клетки[13][20][30];
- обзорная рентгенография брюшной полости: свободный газ под правым куполом диафрагмы (при разрыве абдоминального отдела пищевода)[24];
- рентгеноскопическое исследование пищевода с водорастворимым рентгеноконтрастным веществом: затекание контрастного вещества за контуры пищевода — абсолютный рентгенологический признак спонтанного разрыва пищевода; при наличии сообщения с плевральной полостью контрастное вещество поступает в неё[20][31];
- эзофагоскопия: информативна при оценке состояния стенки пищевода и выявлении сопутствующей патологии пищевода, желудка и двенадцатиперстной кишки, однако у больных с разрывами пищевода не является безопасной, так как поступление воздуха через дефект стенки пищевода может привести к разрыву медиастинальной плевры, а при наличии разрыва — к развитию напряжённого пневмоторакса и острой лёгочно-сердечной недостаточности из-за сдавления лёгкого. Относительно безопасным можно считать выполнение эзофагоскопии при произведённом дренировании плевральной полости, а также в ходе оперативного вмешательства[30];
- компьютерная томография органов грудной клетки: при разрыве пищевода в средостении выявляются скопления газа, горизонтальные уровни жидкости; при КТ-исследовании пищевода с водорастворимым рентгеноконтрастным веществом чётко определяется выхождение контрастного вещества за контуры пищевода, при этом устанавливается локализация разрыва пищевода, длина, ширина и направление свищевого хода, его взаимоотношение с органами и анатомическими структурами средостения[34][35];
- ультразвуковое исследование плевральных полостей: наличие свободной жидкости в плевральной полости[10];
- ультразвуковое исследование органов брюшной полости: наличие жидкостного компонента в брюшной полости — поддиафрагмальных и подпечёночном пространствах, а также в других областях (при разрыве абдоминального отдела пищевода)[10].

## Лечение
Основным методом лечения при синдроме Бурхаве является оперативное вмешательство, задачами которого являются вскрытие и дренирование зон повреждения, вмешательство на пищеводе (ушивание дефекта пищевода с герметизацией линии швов, резекция пищевода), обеспечение энтерального питания, выключение пищевода. Объём и вид хирургического лечения определяется с учётом характера изменений стенок пищевода и наличия патологии других отделов желудочно-кишечного тракта и других сопутствующих заболеваний. Время от начала заболевания и выраженность интоксикации являются относительными факторами в определении объёма оперативного вмешательства, однако наилучшие результаты хирургического лечения достигаются при условии выполнения оперативного вмешательства в течение первых 24 часов с момента разрыва.
Дефект, образовавшийся в месте разрыва пищевода, ушивается атравматической иглой, а в случае развившегося к этому моменту гнойного воспаления осуществляется дополнительное прикрытие шва пищевода дном желудка (фундопликация), прядью сальника, участком диафрагмы, бычьим перикардом, мышечным лоскутом или плеврой. Фудопликационная манжета не только способствует герметизации швов пищевода, но и предотвращает рефлюкс содержимого желудка и обеспечивает оптимальные условия для заживления дефекта стенки пищевода. Ушивание дефекта стенки пищевода с одномоментной фундопликацией и фундорафией является наилучшей органосохраняющей операцией при спонтанных разрывах пищевода. В медицинской литературе встречается описание случая успешного закрытия пищеводно-плеврального свища при синдроме Бурхаве с помощью зонда Блэкмора без последующего ушивания дефекта стенки пищевода.
В случае наличия обширных разрывов (более 5 см), множественных дефектов пищевода, сочетания их с активным пищеводным кровотечением, обнаружения некротических изменений его стенок, а также при наличии патологически изменённого пищевода показана резекция его грудного отдела, при этом оптимальным доступом является абдоминоцервикальный.
В послеоперационном периоде проводится активное дренирование средостения и плевральных полостей. С целью разгрузки пищевода и осуществления энтерального питания накладывается гастростома, через просвет которой проводится зонд в тонкую кишку для обеспечения энтерального питания.
Считается, что ограничиться лишь консервативными методами лечения без хирургического вмешательства возможно в тех случаях, когда дефект стенки пищевода не превышает 0,5 см, а контрастное вещество затекает за его контур не более чем на 2 см, отсутствуют признаки нагноения в околопищеводной клетчатке и средостении. Консервативное лечение сводится к исключению приёма пищи через рот, применению энтерального питания через назогастральный зонд (зонд, проведённый через носовой ход в желудок), инфузионной и антибактериальной терапии.

## Прогноз
Послеоперационная летальность достигает 25—85 % и во многом определяется временем, прошедшим с момента разрыва пищевода, что обусловлено развитием при поздней диагностике тяжёлых гнойных осложнений (флегмона глубоких клетчаточных пространств шеи, медиастинит, эмпиема плевры, сепсис, пищеводно-респираторные свищи, аррозивные кровотечения).
Лучшие результаты достигаются при условии ранней диагностики синдрома Бурхаве и проведения адекватного хирургического лечения в течение первых 12 часов после возникновения разрыва. Если вмешательство задерживается более чем на 24 часа, смертность (даже с хирургическим вмешательством) достигает 50 % и более, а при отсрочке адекватного лечения на 48 часов — приближается к 90 %. При отсутствии лечения смертность близка к 100 %.